# Platan

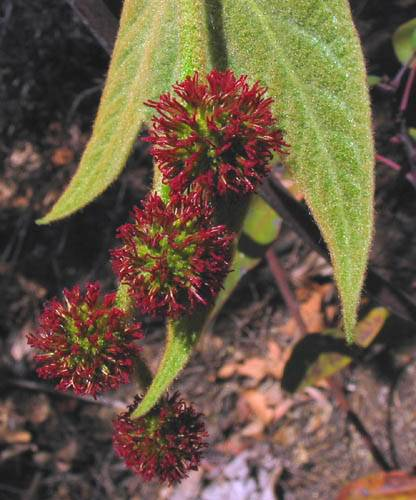
Platanus racemosa – samičí květenství

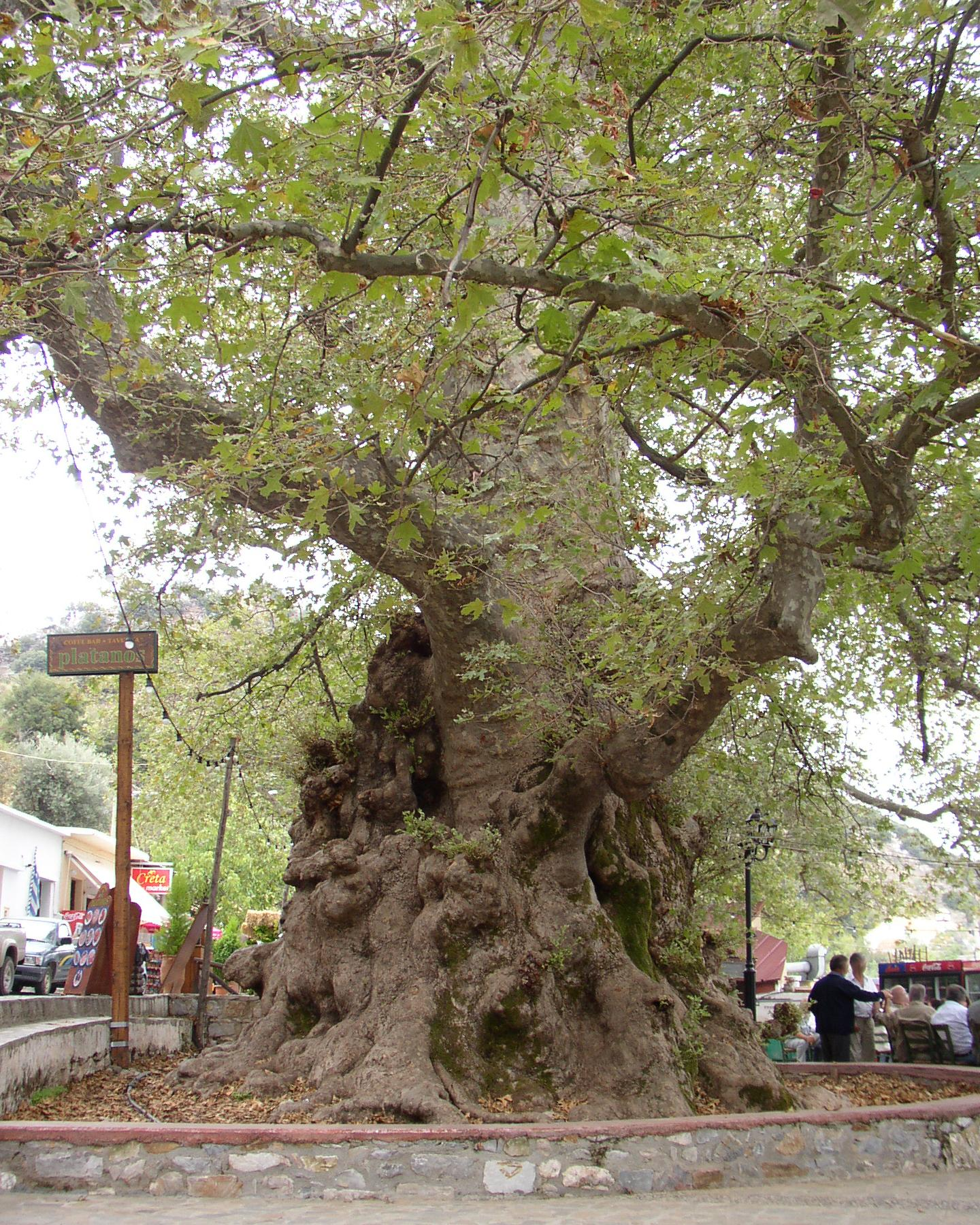
Platan východní (Platanus orientalis)

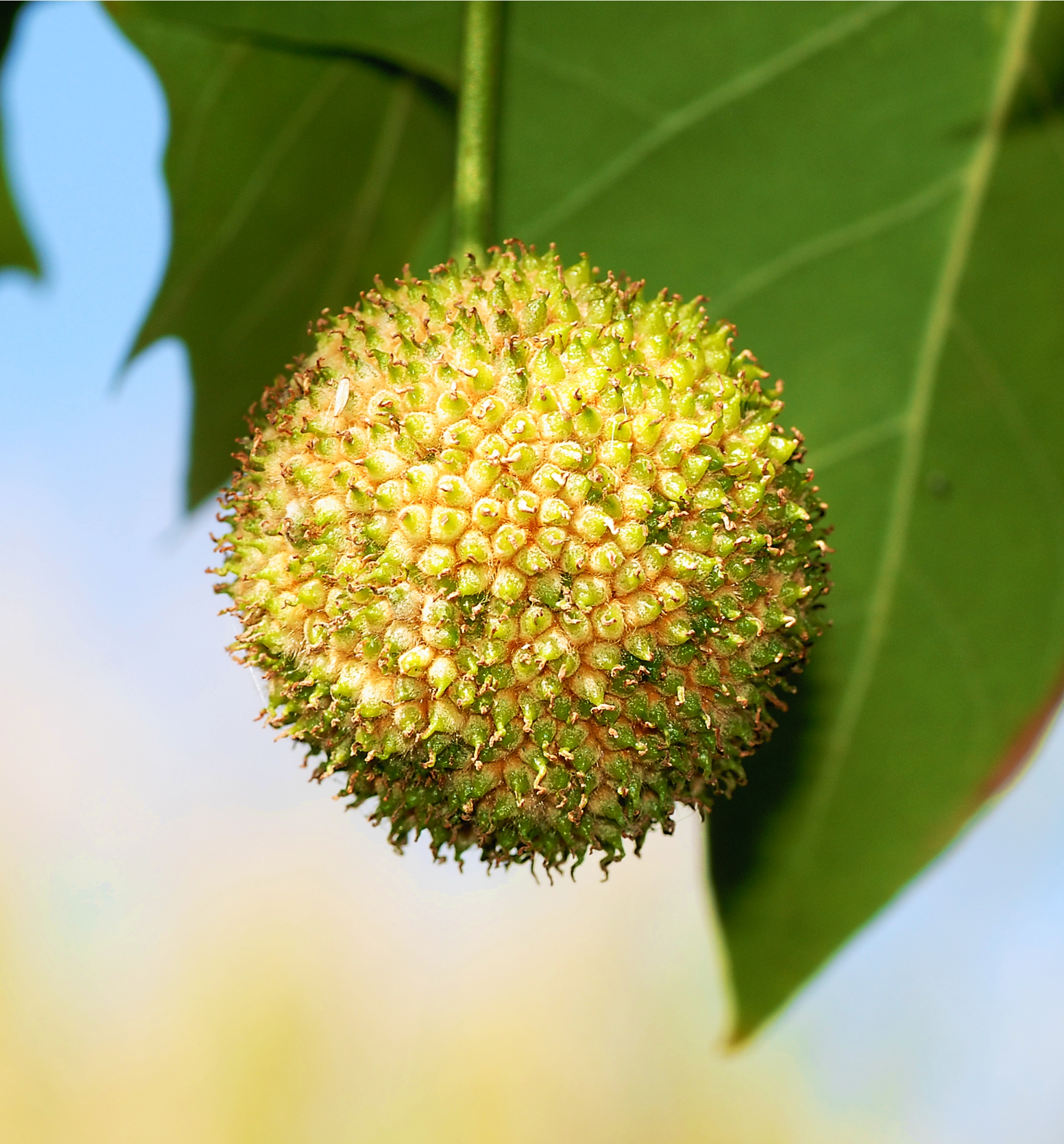
Platan javorolistý (Platanus × hispanica) – plod

Platan (Platanus) je jediný rod čeledi platanovité (Platanaceae) vyšších dvouděložných rostlin.

## Charakteristika
Jednodomé opadavé nebo výjimečně neopadavé mohutné stromy se střídavými jednoduchými listy s dlanitoklanými palisty. Borka se obvykle loupe v charakteristických velkých tenkých plátech. Na listech a větévkách jsou přítomny stromečkovité nebo hvězdovité chlupy. Pupeny jsou obaleny rozšířenou kápovitou bází řapíku. Listy mají dlouhé řapíky a jednoduchou a až na jedinou výjimku dlanitě členěnou čepel s dlanitou žilnatinou a řídce hrubě zubatým okrajem. Květy jsou jednopohlavné, v hustých kulovitých hlávkách uspořádaných v počtu 1 až 5 nebo až 12 v převislém volném hroznu. Samčí a samičí květenství jsou oddělená.
Samčí květy se 3 až 8 trojúhelníkovitými kališními lístky a stejným počtem obkopinatých korunních lístků, se 3 až 8 tyčinkami s krátkou nitkou a štítnatým přívěskem na vrcholu. Samičí květy se 3 až 4 kališními lístky a bezkorunné, gyneceum složeno ze 3 až 8 volných plodolistů se 2 vajíčky, z nichž 1 abortuje, a s protáhlou čnělkou vyčnívající z květenství. Opylovány jsou větrem. Plodenství je složeno z jednosemenných protáhlých nažek, které mají obvykle na bázi chomáč dlouhých štětinek a jsou šířeny větrem i na velké vzdálenosti.
Rod obsahuje 8 až 11 druhů (podle taxonomického pojetí), rozšířených na severní polokouli. Vyskytuje se v jihovýchodní Evropě a jihozápadní Asii, v Indočíně a v Severní a Střední Americe. Největší druhové bohatství je v Mexiku.
Charakteristickým stanovištěm jsou břehy řek a vlhká místa v teplejších oblastech mírného pásu.
Fosilie platanovitých jsou známy již ze spodní křídy. Z české křídy pocházejí nálezy Credneria bohemica a Platanus laevis. Vrcholu dosáhly platanovité v třetihorách, kdy byly hojně rozšířeny na velké části severní polokoule.

## Taxonomie
Čeleď platanovité (Platanaceae) byla v Cronquistově i Tachtadžjanově systému řazena do řádu vilínotvaré (Hamamelidales) podtřídy Hamamelidae.
V systému APG byla přeřazena na zcela jiné místo systému do řádu proteotvaré (Proteales). Nejblíže příbuznými čeleděmi jsou podle tohoto taxonomického systému proteovité (Proteaceae) a lotosovité (Nelumbonaceae).

## Použití
Rychle rostoucí stromy s atraktivní kůrou, používané jako soliterní parkové dřeviny a pro svou odolnost vůči městským zplodinám i do pouličních stromořadí.
Dřevo platanů je středně tvrdé, špatně štípatelné, málo trvanlivé, se širokou bělavou nebo nažloutlou bělí
a se světle hnědým jádrem.
Druhy platan západní (Platanus occidentalis), platan východní (Platanus orientalis) a platan javorolistý (Platanus × acerifolia) lze použít v ČR jako okrasné rostliny. Je to efektní solitéra, hodí se do rozvolněných skupin.

## Zástupci
- Platanus chiapensis – jihovýchodní Mexiko
- Platanus gentryi – západní Mexiko
- Platanus × acerifolia (syn. P. × hispanica, P. × hybrida) – platan javorolistý – původ není zcela vyjasněn, nejčastěji je považován za křížence platanu východního a platanu západního, vzniklého v kultuře. V ČR nejčastěji pěstovaný druh, jako jediný z platanů i mimo teplé oblasti
- Platanus kerrii – neopadavý strom, jediný tropický zástupce vyskytující se v Laosu a Vietnamu, druh výjimečný nečleněnými zubatými listy s peřenou žilnatinou

- Platanus oaxacana – jižní Mexiko
- Platanus occidentalis – platan západní – poměrně často pěstován v teplých oblastech ČR, přirozený výskyt ve východních oblastech USA a severovýchodním Mexiku
- Platanus orientalis – platan východní – přirozený výskyt v jihovýchodní Evropě a jihozápadní Asii, v Česku pěstován vzácně v nejteplejších oblastech
- Platanus mexicana – druh rozšířený v temperátních opadavých lesích v Mexiku a Guatemale
- Platanus racemosa – výskyt v Kalifornii a severozápadním Mexiku
- Platanus rzedowskii – východní Mexiko
- Platanus wrightii – rozšířený v jižních USA (Arizona, N. Mexiko) a v severozápadním Mexiku.